# Pauline M. Clerk
Pour les articles homonymes, voir Clerk (homonymie).
Pauline Miranda Clerk (25 mai 1935 - 25 octobre 2013) est une fonctionnaire, diplomate et conseillère présidentielle ghanéenne,,.  

## Biographie

### Jeunesse
Pauline Miranda Clerk est née le 25 mai 1935 à Accra de Richard Alfred Clerk, un fonctionnaire colonial qui a travaillé sur la Gold Coast et au Nigeria. Ses frères et sœurs étaient Robert, Richard et Caroline. Elle était membre de la famille Clerk (en) historiquement importante du Ghana. Elle était l'arrière-petite-fille d'Alexander Worthy Clerk, un missionnaire morave jamaïcain arrivé dans le protectorat danois de Christiansborg, maintenant la banlieue d'Osu, à Accra sur la Gold Coast en 1843, dans le cadre du groupe d'origine de 24 missionnaires antillais qui a travaillé sous les auspices de la Mission de Bâle de Bâle, en Suisse . A.W. Clerk a été un pionnier de l'Église presbytérienne du Ghana et un chef de file de l'éducation dans le Ghana colonial, cofondateur en 1843 d'un pensionnat à Osu, l'école Salem. Son arrière-grand-mère paternelle, Pauline Hesse (1831–1909) était originaire de la Gold Coast et avait des ancêtres danois, allemands et Ga-Dangme. Son arrière-grand-tante était Regina Hesse (1832─1898), une éducatrice pionnière et directrice d'école qui travaillait avec la Mission de Bâle sur la Gold Coast.   
Parmi ses relations, sa grand-oncle, Nicholas Timothy Clerk (en) (1862-1961), théologien et missionnaire, fut élu première clerc synodal de l'église presbytérienne de la Gold Coast de 1918 à 1932. N.T. Clerk était le père fondateur du pensionnat entièrement réservé aux garçons, le Presbyterian Boys' Secondary School créé en 1938. Son oncle, Carl Henry Clerk (en) (1895 -1982) était un rédacteur, un éducateur agricole, un administrateur d'école, un ministre presbytérien et journaliste qui a été élu quatrième clerc synodal de l'église presbytérienne de la Gold Coast de 1950 à 1954 ainsi que rédacteur en chef du Christian Messenger, le bulletin d'information de l'Église presbytérienne du Ghana de 1960 à 1963. Un oncle, Theodore S. Clerk (en) (1909 -1965) fut le premier architecte ghanéen de la Gold Coast qui planifia et développa la ville portuaire de Tema ,. Les tantes de Pauline Clerk étaient Jane E. Clerk (1904–1999), une administratrice de l'éducation pionnière de la Gold Coast et Matilda J. Clerk (1916 -1984), la deuxième femme ghanéenne à devenir médecin. Ses cousins étaient les universitaires Nicholas (en), George (en) et Alexander Clerk (en),,,,.

### Éducation et carrière
Pauline Clerk a fait ses études à l'Osu Presbyterian Girls' School et à l'Achimota School, toutes deux à Accra. Elle a rejoint la fonction publique de Gold Coast dans les années 1950 et est devenue fonctionnaire du service extérieur - une diplomate de carrière attachée au ministère des Affaires étrangères,,. Entre 1962 et 1965, elle a été la représentante diplomatique du Ghana au Dahomey (aujourd'hui la République du Bénin),,. Pauline Clerk était secrétaire diplomatique à l'information et à la culture à l'ambassade du Ghana à Paris. De langue française et allemande, elle a également été représentante diplomatique ghanéenne au Togo et dans l'ancienne Allemagne de l'Est,,. Dans les années 1980, elle a été nommée conseillère au bureau du PNDC  . À son retour au pouvoir civil au début des années 1990, elle est devenue conseillère principale à la présidence ghanéenne sous la direction de Jerry Rawlings,,.  

## Mort et funérailles
Pauline Clerk est décédée à Accra le 25 octobre 2013 de causes naturelles. Ses funérailles ont eu lieu à l'église presbytérienne Ebenezer, à Osu, après quoi son corps a été enterré au cimetière d'Osu à Accra.  